# Земля передусім!

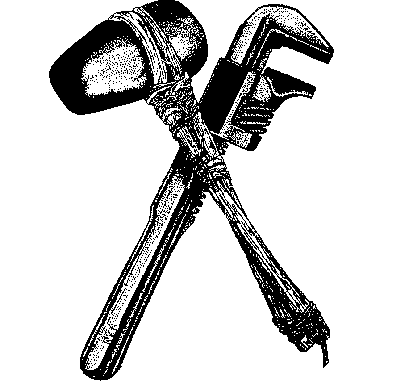

«Земля передусім!» англ. (Earth First!) — радикальна американська природоохоронна організація, що ставить своєю метою безкомпромісний захист дикої природи.«Земля передусім!» у своїй діяльності віддає перевагу радикальним методам захисту природи — блокадам, екотажу, пікетам.

## Історія появи «Землі передусім!»
У 1975 р. в США був опублікований роман відомого американського письменника і захисника дикої природи Едварда Еббі «Банда гайкового ключа», в якому розповідалося про групу захисників природи, які колесять по західних штатах і намагаються перешкодити актами знищення будівельної техніки освоєння пустельних земель. Цей роман надихнув американського природоохоронця Дейва Формена (1946—2022), на створення природоохоронної громадської організації нового типу. Під цим передбачалося насамперед безкомпромісність у захисті дикої піроди і схильність до прямих дій, насамперед до екотажу. Така організація, яку природоохоронці назвали «Земля передусім!», була створена ними в 1981 р. Використовуючи досить нетрадиційні для того часу способи захисту ділянок дикої природи, наприклад, шипування дерев, призначених до рубки, а також блокади доріг і спалювання землерийної техніки, активісти «Землі передусім!» незабаром стали одними з найпопулярніших природоохоронців в США. У 1985 р. Дейв Формен і Б. Хейвуд опублікували свою широко відому книгу «Екозахист. Польове керівництво з екотажу», де виклали теорію і практику екотажу, що дозволило дуже швидко поширити ідеологію і тактику цієї організації серед екологів інших країн.

## Ідеологія
Ідеологією «Землі передусім!», є екоцентризм. Активісти цієї організації вважають, що дикі тварини та ділянки дикої природи мають свою самоцінність, права і гідність, і тому вважають, що у їх захисті не може бути ніяких компромісів. Дейвом Форменом були сформульовані основні принципи «Землі передусім!», згідно з якими в першу чергу слід керуватися благом Землі, не вважати людей мірилами цінностей інших, поважати права інших живих істот, усвідомлювати, що дика природа — це реальний світ, який вимагає свого захисту, визнати, що на Землі дуже багато людей, і погодитися з тим, що в результаті зростання цивілізації люди більше втратили, ніж набули.

## Ефективність практичної радикальної діяльності
Однією з найефективніших акцій «Землі передусім!», є захист Редвудського лісу влітку 1990-го року, коли сотні активістів прикували себе до дерев у Редвудському лісі і зупинили завдяки цьому лісорубів. До інших ефективних акцій можна віднести шипування сотень гектарів старовікових лісів у різних штатах США, завдяки яким рубка дерев у них виявилася технічно неможливою і ділянки дикої природи були врятовані.

## Переслідування з боку американської влади
Активна діяльність Дейва Формена і його колег на захист дикої природи призвели до того, що влада стали застосовувати репресивні заходи проти радикальних екологів. Дейв Формен і ще кілька людей були заарештовані і відсиділи терміни у в'язниці.

## Використання досвіду «Землі передусім!» в інших країнах
Книги Дейва Формена і інших активістів «Землі передусім!» були перевидані в більш ніж 70 країнах, у тому числі і в Україні, що дозволило багатьом місцевим екологічним організаціям взяти на озброєння досвід радикального захисту дикої природи, і, перш за все, екотажу. У Росії, завдяки шипуванню дерев, були врятовані десятки гектарів диких лісів у районі Кавказу. В Україні багато громадських екологічних організації використовують екотаж проти незаконної забудови міських парків і в боротьбі з браконьєрством.

## Ресурси Інтернету
- Куда ты, «Земля прежде всего!»?  [Архівовано 5 березня 2016 у Wayback Machine.]
- «Земля передусім!» [недоступне посилання з липня 2019]
- Радикальні екологічні рухи  [Архівовано 23 грудня 2014 у Wayback Machine.]
- Борейко В. Призрак экотажа бродит по Европе  [Архівовано 10 лютого 2013 у Wayback Machine.]
- Формэн Д., Хейвуд Б. Шипование деревьев  [Архівовано 30 квітня 2013 у Wayback Machine.]